# Юттях
Юттях (рос. Юттях) — село Верхоянського улусу, Республіки Саха Росії. Входить до складу Янського наслегу.
Населення — 203 особи (2002 рік).
Село розташоване за 18 кілометрів від адміністративного центру улусу — міста Верхоянська.